# Sophronica varicornis
Sophronica varicornis là một loài bọ cánh cứng trong họ Cerambycidae.